# 馬格爾島
71°03′02″N 25°41′54″E / 71.05056°N 25.69833°E

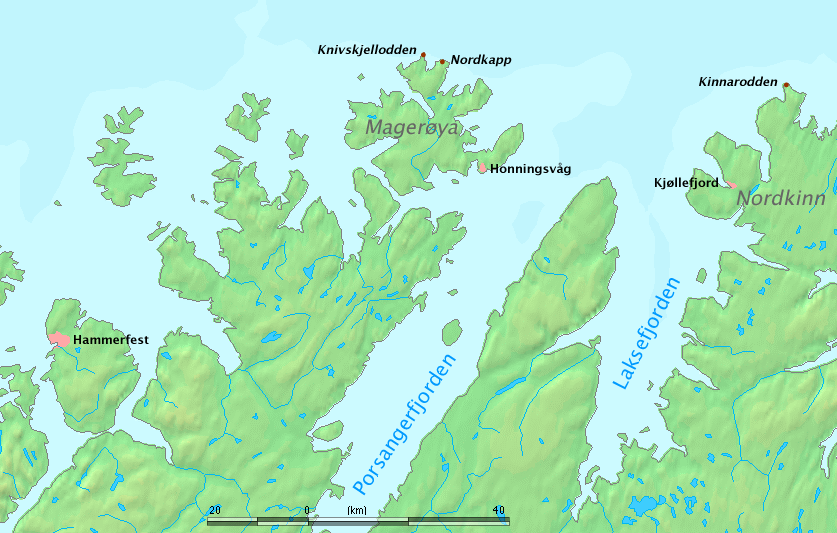

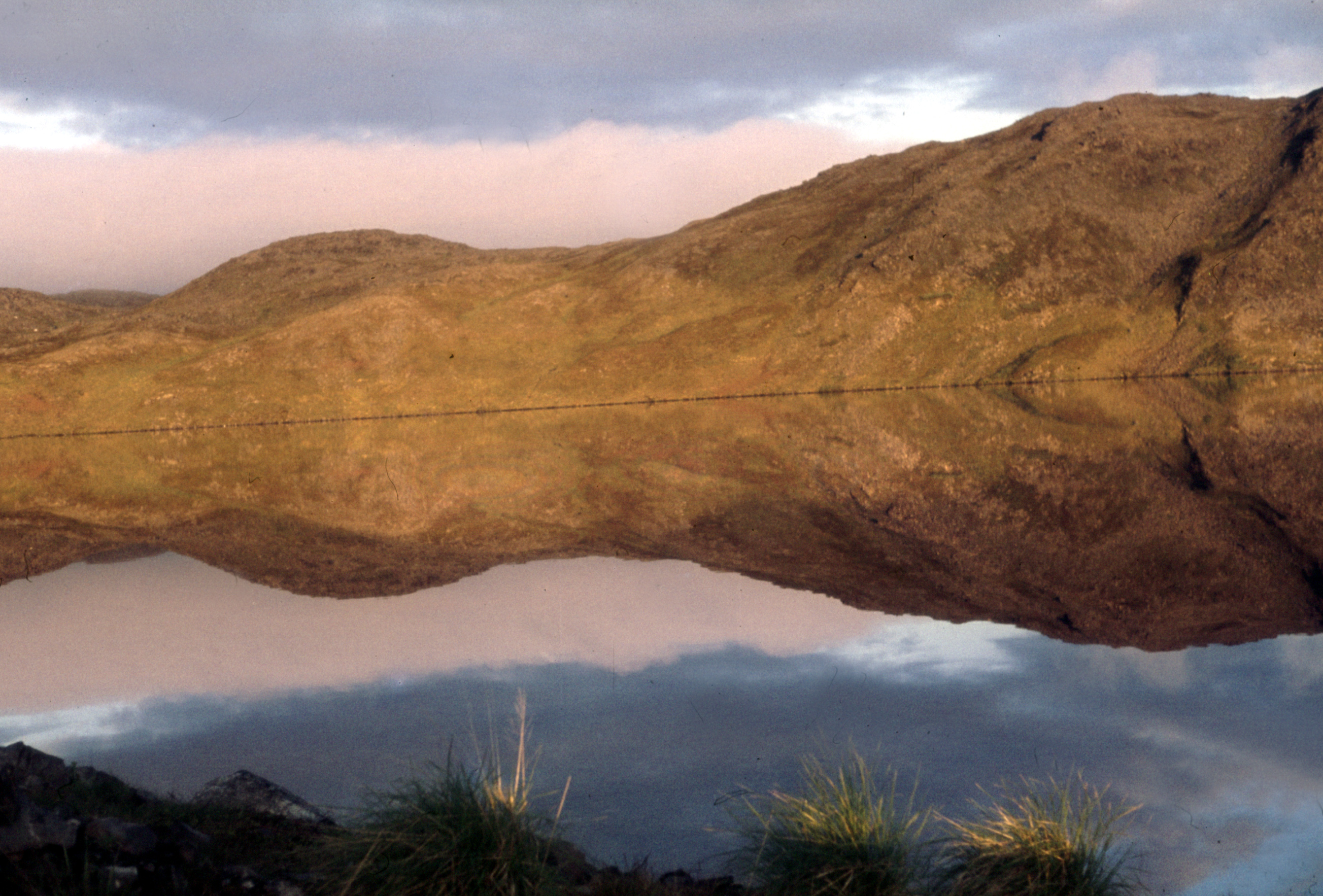

馬格爾島（挪威語：Magerøya）是挪威的島嶼，位於該國北部大西洋，由芬馬克郡負責管轄，長35.4公里、寬28.7公里，面積436.4平方公里，最高點海拔高度417米，2009年人口約3,100。有極地海洋性氣候的特色。